# Qinling-Station
Koordinaten: 74° 56′ 4″ S, 163° 42′ 55″ O

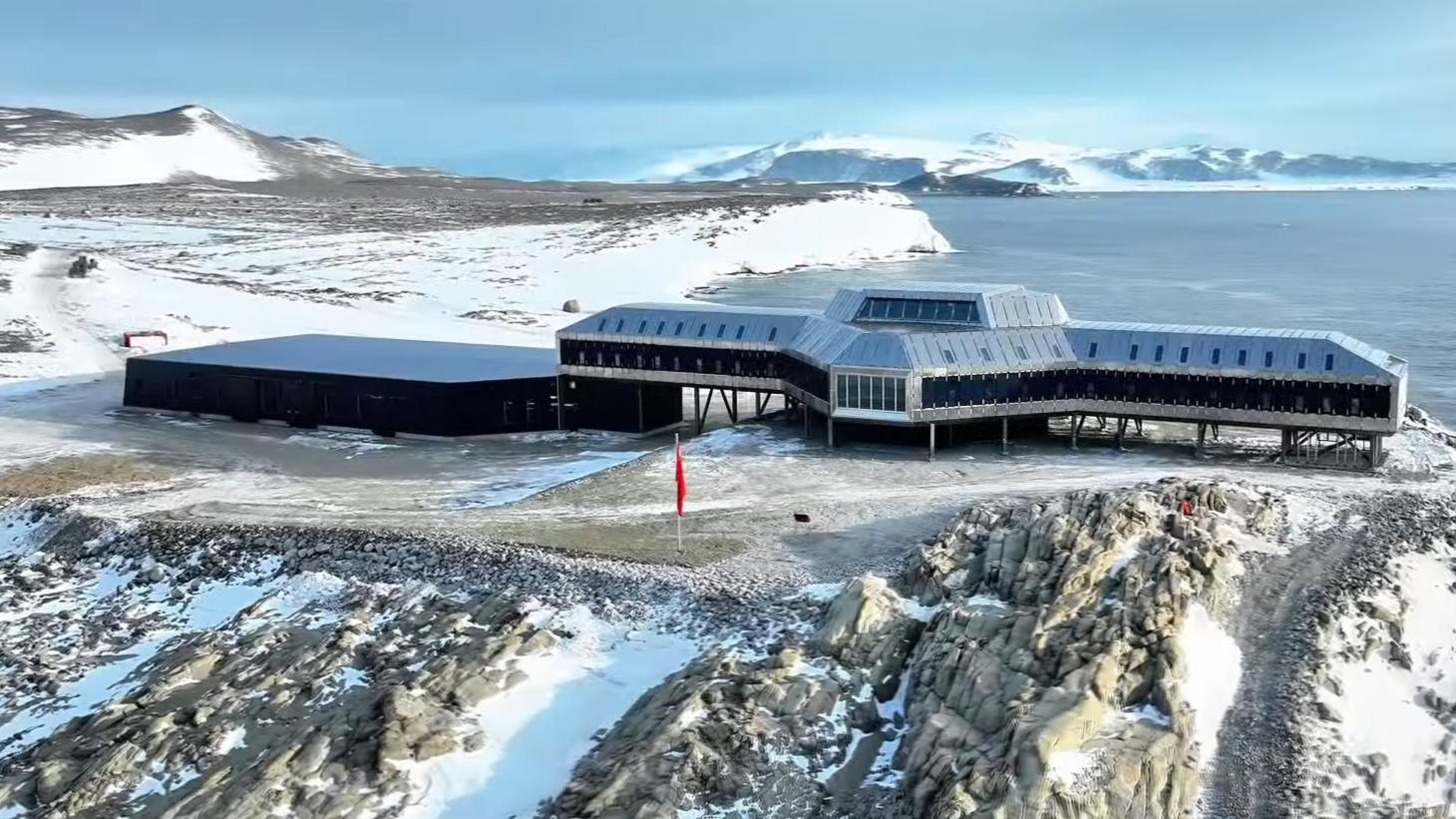
Die Qinling-Station mit der Terra Nova Bay und den Northern Foothills im Hintergrund.

Die Qinling-Station (chinesisch 秦岭站, Pinyin Qínlǐng zhàn) ist eine Forschungsstation des Chinesischen Polarforschungszentrums in der Antarktis. Sie liegt an der Südspitze von Inexpressible Island in der Terra Nova Bay an der Scott-Küste des ostantarktischen Viktorialandes.

## Geschichte
Die Arbeiten an der Station begannen im Jahr 2018. Der Bau verzögerte sich aber wegen der COVID-19-Pandemie.
Am 7. Februar 2024 wurde sie offiziell eröffnet.
Qinling ist die fünfte chinesische Antarktis-Station und die dritte Ganzjahresstation nach der Große Mauer (seit 1985) und der Zongshan (seit 1989) und den Sommerstationen Kunlun (seit 2009) und Taishan (seit 2014).

## Geographie
Die Station wird ganzjährig betrieben und hat eine Winterbesetzung von 30 Personen. Im Sommer steigt die Personenzahl auf 80 an. Die Fläche der Station beträgt 5244 Quadratmeter.